# 18 Dywizja Strzelecka (ZSRR)
18 Dywizja Strzelców (ros. 18-я стрелковая дивизия) – związek taktyczny piechoty Armii Czerwonej.
W czerwcu 1941 roku, pod dowództwem pułkownika K.W. Swirydowa, w składzie 20 Armii Odwodowej. W 1941 roku dowodził nią płk. Czernyszew. W listopadzie została wyznaczona do wyparcia Niemców ze Skirmanowa. Walczyła w składzie 16 Armii. 16 listopada odpierała niemieckie ataki na lewo od 316 Dywizji Strzeleckiej. W 97 Pułku Strzeleckim należącym do 18 DP służył ppor. Michaił Atamanow, do czasu dostania się pod Orszą do niewoli niemieckiej.

## Dowódcy dywizji
- płk Piotr Żywalew (26.09.1941 - 10.11.1941)
- gen. mjr Michaił Owczinnikow (04.10.1942 - 20.11.1943)
- płk Piotr Wasyliewicz (25.08.1944 - 12.08.1945)[2]

## Struktura organizacyjna
- 97 pułk strzelecki
- 208 pułk strzelecki
- 316 pułk strzelecki
- 3 pułk artylerii
- 12 pułk artylerii haubic
- oraz dywizjon przeciwpancerny, dywizjon artylerii przeciwlotniczej, batalion rozpoznawczy, batalion saperów i inne służby.